# Болгарський культурний клуб — Скоп'є
Болгарський культурний клуб — Скоп'є (мак. Бугарски културен клуб – Скопје, болг. Български културен клуб – Скопие) — суспільство громадян в Північній Македонії, засноване 4 травня 2008 р. та зареєстроване 22 травня 2008 р. Голова Керуючої ради товариства — Лазар Младенов.

## Мета
Мета товариства — зміна громадської думки у Північній Македонії та формування розуміння необхідності зближення двох держав (Республіки Болгарії та Північної Македонії) і створення міжкультурної толерантності.

## Діяльність
Представники товариства брали участь у дискусії про інтеграцію етнічних меншин, яка проводилася у Струмиці. Вони також збирають і наочно показують докази про місця поховання болгарських солдатів і офіцерів, загиблих під час Першої світової війни на території сьогоднішньої Північної Македонії. БККС має свою позицію щодо суперечки з Грецією про назву держави.